# Mordellistena atriceps
Mordellistena atriceps es una especie de coleóptero de la familia Mordellidae.

## Distribución geográfica
Habita en el estado de Nueva York (Estados Unidos).